# Thando Hopa
Thando Hopa (Joanesburgo, 1989) é uma modelo internacional sul-africana, a primeira mulher com albinismo a sair na capa da Vogue Portugal e a primeira mulher negra sul-africana a sair no calendário da Pirelli. Hopa também é ativista da diversidade e inclusão, foi classificada como uma das 100 mulheres mais inspiradoras do mundo, pela BBC 100 Women, no ano de 2018.

## Biografia
Filha de Seipati Hopa e Jongisize Hopa; e irmã de Sisa, Khanyi Nxumalo e Phindile Vilakazi. Seu irmão Sisa também possui albinismo. Hopa nasceu em 1989, na cidade de Joanesburgo, na África do Sul. Quando começou a estudar, sofria muito preconceito por ter albinismo.
No ensino médio, estudou na St. Martin's High School, em Rosettenville. Neste período, já se sentia confortável com sua condição genética. Se formou em Direito na Universidade de Witswatersrand e trabalhou como promotora pública para a National Prosecuting Authority, em casos de abuso sexual.
No ano de 2012, foi abordada pelo estilista Gert-Johan Coetzee, em um shopping, convidando-a para modelar para ele. Aceitou, percebendo que poderia servir de representatividade positiva para pessoas com albinismo. Trabalhou por 4 anos como promotora e modelo, depois largou o trabalho de promotora.
Em 2019, Adwoa Aboah enviou fotos de Hopa para o fotógrafo Tim Walker, que a convidou para fazer um editorial para a Vogue homenageando o continente africano. Em 2020, Hopa foi palestrante na Reunião Anual do Fórum Econômico Mundial, em Davos, na Suíça e ganhou uma bolsa na New Narrative Lab do Fórum Econômico Mundial.

## Trabalhos
- 2020 - Global Albinism Alliance da ONU.[3]
- 2019 - Capa Vogue Portugal.[3]
- 2018 - Calendário Pirelli.[5]
- 2017 - Capa de agosto da Marie Claire.[3]
- 2017 - Campanha Audi Q2 #Untaggable.[6]
- 2014 - Embaixadora da Vichy Capital Soleil.[6]
- 2013 - Forbes Life Africa.[6]
- 2012 - Desfile na South Africa Fashion Week.[4]